# Arai Hiroto
Arai Hiroto (sinh ngày 22 tháng 6 năm 1996) là một cầu thủ bóng đá người Nhật Bản.

## Sự nghiệp câu lạc bộ
Arai Hiroto hiện đang chơi cho Giravanz Kitakyushu.